# Griff Garrison
Garrett Griffith (Austell, Georgia; 7 de enero de 1998) es un luchador profesional estadounidense. Actualmente está firmado con la promoción All Elite Wrestling (AEW), donde actúa bajo el nombre de ring, Griff Garrison. Griffith es la mitad del equipo The Varsity Blonds junto a Brian Pillman Jr..

## Primeros años
Garrison nació en Winston-Salem, Carolina del Norte. Asistió a la escuela secundaria North Davidson en Welcome, Carolina del Norte, y se graduó en 2016. Mientras estaba en la escuela secundaria, jugó fútbol americano como receptor abierto. Luego asistió a Guilford College en Greensboro, Carolina del Norte, y se graduó en 2020 con una licenciatura en educación e historia. Durante su tiempo en Guilford College, jugó fútbol americano para los Guilford Quakers.

## Carrera de lucha libre profesional
Garrison fue entrenado por LaBron Kozone, debutando en 2016. Inicialmente luchó para Fire Star Pro Wrestling en su estado natal de Carolina del Norte. También apareció con promociones como Anarchy Wrestling con sede en Georgia y Southern Fried Championship Wrestling, ganando una variedad de campeonatos . En el 2019, comenzó a aparecer con Ring of Honor. De 2018 a 2020, Garrison se asoció con su excompañero de escuela Markus Cross como "Master and the Machine". 
En junio de 2020, Garrison comenzó a luchar para All Elite Wrestling (AEW), apareciendo en AEW Dynamite y AEW Dark como intermediario. En julio de 2020, fue emparejado con Brian Pillman Jr., con el dúo apodado "The Varsity Blonds". El dúo pasó a competir en la división de parejas de AEW, compitiendo contra equipos como FTR, Private Party, Proud and Powerful y The Hybrid 2 . En mayo de 2021, desafiaron sin éxito a The Young Bucks por el Campeonato Mundial en Parejas de AEW. En el mismo mes, Julia Hartse unió a Garrison y Pillman Jr. como su ayuda de cámara. En julio de 2021, Garrison y Pillman Jr. firmaron contratos con AEW. En diciembre de 2021, Garrison y Pillman Jr. comenzaron una pelea con Malakai Black después de que roció Black Mist en los ojos de Hart; la disputa culminó en una pelea por equipos que enfrentó a The Varsity Blonds contra The Kings of the Black Throne (Malakai Black y Brody King) en el episodio del 19 de enero de 2022 de Dynamite que fue ganado por Black & King. 

## Estilo y personalidad de lucha libre profesional
Los movimientos característicos de Garrison incluyen el agarre durmiente, la lanza, el destructor de espinas y el destructor de la Ivy League.

## Campeonatos y logros
- Anarchy Wrestling
  - Anarchy Heavyweight Championship (2 veces)[1]
  - Anarchy Tag Team Championship (2 veces) – con Ben Buchanan (1) & Marcus Kross (1)[1]

- Fire Star Pro Wrestling
  - FSPW Heavyweight Championship (3 veces)[1]
  - FSPW Zone1 Platinum Championship (1 vez)[1]

- Pro Wrestling Illustrated
  - Clasificado No. 280 de los 500 mejores luchadores individuales en el PWI 500 en 2021[2]

- Southern Fried Championship Wrestling
  - SFCW Heavyweight Championship (1 vez)[1]
  - SFCW Tag Team Championship (1 vez) – con Marcus Kross[1]